# ショーマス (小惑星)
ショーマス（英語：1797 Schaumasse）は、小惑星帯に位置する小惑星。ニース天文台でフランスの天文学者アンドレ・パトリーが発見した。
フランスの天文学者アレクサンドル・ショーマスから命名された。